# L'Agent Rigolo et son chien policier
L'Agent Rigolo et son chien policier est un film belge muet réalisé par Alfred Machin, sorti en 1913.

## Fiche technique
- Titre : L'Agent Rigolo et son chien policier
- Titre en flamand : Agent Rigolo en zijn politiehond
- Réalisation : Alfred Machin
- Scénario : Alfred Machin
- Directeur de la photographie : Jacques Bizeul
- Décorateurs : Raoul Morand
- Pays d'origine :  Belgique
- Sociétés de production : Belge Cinéma Film
- Longueur : 175 mètres
- Format : noir et blanc - Muet
- Genre : comédie
- Dates de sortie : 
  - Belgique : 1913
  - France : 11 avril 1913

## Distribution
- Fernand Crommelynck : Agent Rigolo
- Arthur Devère
- Willy Maury
- Mimir la panthère : panthère